# Parafia Najświętszej Maryi Panny Matki Kościoła w Brzeziu
Parafia Najświętszej Maryi Panny Matki Kościoła w Brzeziu – parafia rzymskokatolicka, znajdująca się w archidiecezji krakowskiej, w dekanacie Bolechowice. W parafii posługują księża diecezjalni. Według stanu na kwiecień 2020 proboszczem parafii był ks. dr Ryszard Barański.